# Mara (rzeka w Afryce)
Mara – rzeka we wschodniej Afryce, wypływająca z Mau Forest w Kenii, płynąca przez Prowincję Wielkiego Rowu i region Mara w Tanzanii, uchodząca do Jeziora Wiktorii.
Mara przepływa przez tereny rezerwatu Masai Mara w Kenii i Parku Narodowego Serengeti w Tanzanii. Znajduje się na trasie migracji zwierząt kopytnych, m.in. gnu, których stada liczące setki osobników corocznie przeprawiają się przez rzekę w poszukiwaniu pastwisk.

## Przebieg
Rzeka bierze początek z połączenia dwóch rzek Nayngores i Amala, które łączą się na terenie Mau Forest we wschodniej części prowincji Wielkiego Rowu w Kenii. Mara przepływa przez tereny rezerwatu Masai Mara, gdzie zasilają ją rzeki okresowe: Engare Ngobit River, Talek River i Sand River. Następnie przekracza granicę z Tanzanią, gdzie przepływa przez północną część Parku Narodowego Serengeti, by po połączeniu się z Bologonja River znaleźć ujście do Jeziora Wiktorii w pobliżu Musomy. Mara to jedyna nieokresowa rzeka przepływająca przez tamtejsze tereny Masai Mara i Serengeti, zapewniając źródło wody pitnej podczas pory suchej. Jej długość wynosi 395 km, a powierzchnia jej zlewni 13750 km², przy czym 65% znajduje się na terenie Kenii i 35% na terenie Tanzanii.

## Przyroda
Brzegi Mary porastają lasy z dominacją drzew z rodzajów hurma i Croton. Lasy te są siedliskiem dla wielu gatunków ptaków, występują tu m.in. turakowate (turak długoczuby czy turak czerwonoczuby), dzioborożce i sokół ciemny.

### Przeprawy zwierząt
Co roku przez rzekę przeprawiają się stada zwierząt kopytnych, m.in. gnu pręgowanego, wędrujących przez Serengeti w poszukiwaniu pastwisk. Tysiące zwierząt zbierają się w sierpniu na pięciokilometrowym odcinku rzeki, by naraz przeprawić się na drugą stronę. Podczas przepraw ginie rocznie ok. 3000 zwierząt, w większości stratowanych przez napierające na siebie zwierzęta.

## Zanieczyszczenie i regulacja rzeki
Bieg rzeki zmieniał się wskutek procesów erozji i wylesiania oraz zabiegów irygacyjnych dla potrzeb rolnictwa. Rzeka zagrożona jest przez dalszą działalność irygacyjną, intensywne rolnictwo oraz zanieczyszczenia związane z przemysłem wydobywczym. Rozwijająca się turystyka w regionie i stale powiększająca się baza hotelowa wpływa na coraz większe zużycie wody i jej zanieczyszczanie poprzez odprowadzanie nieoczyszczonych ścieków bezpośrednio do rzeki.